# Kylfläns

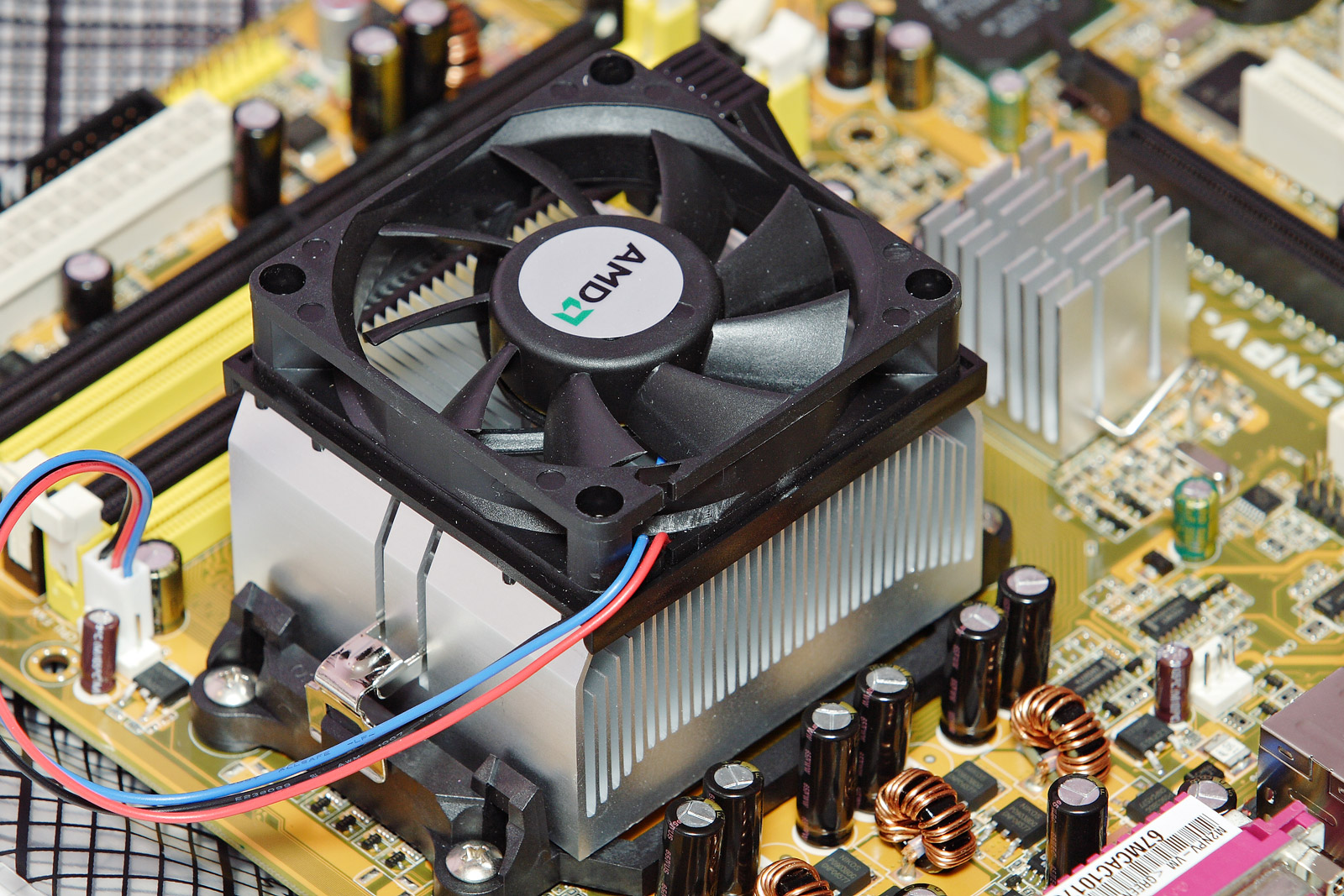
Kylfläns på en CPU med fläkt till en stationär dator.

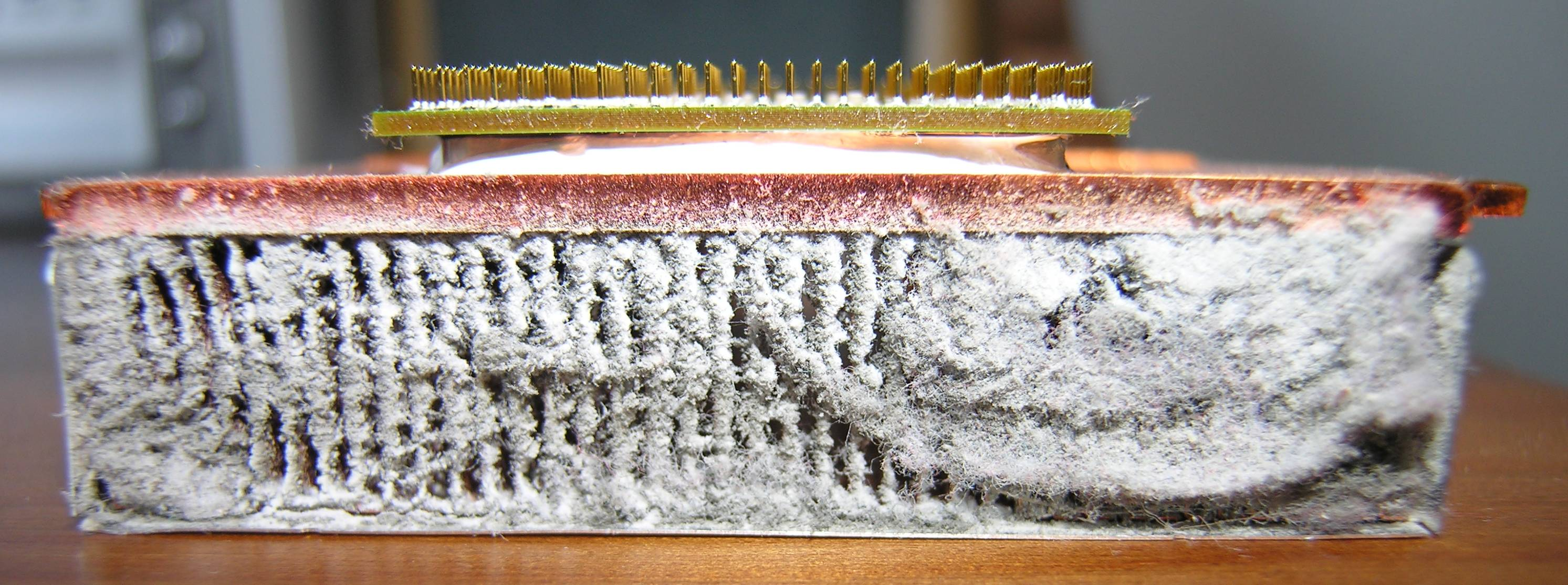
Denna kylfläns från en laptop har efter år av användning fyllts med damm, vilket gjort att kylförmågan försämrats drastiskt.

Kylfläns är en anordning konstruerad för att avleda värme från ett objekt. Den är gjord av material med god värmeledning som leder värmen ut till flänsar som ger en stor yta mot omgivande luft. Kylningen åstadkommes antingen med naturlig konvektion, genom att ett luftflöde uppstår då luften närmast flänsen värms upp och stiger uppåt, eller genom forcerad konvektion då ett luftflöde åstadkommes med en fläkt.
Kylflänsar tillverkas ofta i koppar, eller i billigare utförande, i aluminium, då dessa metaller är bra värmeledare. Det är vanligt att kylflänsar kombinerar metallerna, genom att ha en kopparplatta i direkt anslutning till värmekällan kopplas ihop till en större kylfläns i aluminium. För att underlätta värmeöverföringen brukar kontaktytan mellan processorn och kylflänsen i datorer smörjas in med kylpasta.

## Användningsområden
- Datorer, kylning av CPU, Grafikprocessor och liknande
- Luftkylda förbränningsmotorer